# ラ・コンバタント (駆逐艦)
| ラ・コンバタント | |
| 艦歴             | |
| 発注             | フェアフィールド・グラスゴー造船所 |
| 起工             | 1941年1月6日 |
| 進水             | 1942年4月27日 |
| 就役             | 1942年12月1日に自由フランス海軍籍に入り、同月30日就役。 |
| 退役             | |
| その後           | 1945年2月23日に触雷戦没 |
| 除籍             | |
| 性能諸元         | |
| 排水量           | 常備：1,050トン 満載：1,450トン |
| 全長             | 85.3m |
| 全幅             | 10.16m |
| 吃水             | 3.51m |
| 機関             | アドミラルティ式重油専焼三胴型水管缶2基 +パーソンズ式ギヤード・タービン2基2軸推進 |
| 最大出力         | 19,000shp |
| 最大速力         | 27ノット |
| 航続性能         | 14ノット/3,130海里 20ノット/2,350海里 |
| 燃料             | 重油：328トン |
| 乗員             | 168名 |
| 兵装             | アームストロング Mark XVI 10.2cm（45口径）連装高角砲2基 ヴィッカーズ 4cm（39口径）連装機関砲2基 エリコン 2cm（76口径）単装機銃2基 53.3㏄m連装魚雷発射管1基 爆雷110個（投射機3基、投下レール4条） |

ラ・コンバタント (La Combattante) はイギリス海軍が建造したハント級駆逐艦の第三生産グループの1隻「ハルドン（HMS Haldon）」を譲渡されて自由フランス海軍で1942年から就役させた艦である。名は「戦士」を意味する。

## 艦歴
本艦は当初はイギリス海軍駆逐艦「ハルドン（HMS Haldon）」として発注されたが、建造途中の1941年3月14日にドイツ空軍の爆撃機に爆撃され、損傷修理後にフランス海軍に譲渡されて「ラ・コンパタント」と改名されて1942年より就役した。
1945年2月23日、ラ・コンパタントは突然爆発・沈没し、乗員181名中117人が生還した。連合軍は、ドイツ側の機雷に触れたのが原因と結論したが、ドイツ側は特殊潜航艇・ゼーフントの雷撃によるものと主張した。